# تشيلترن غرين (بيدفوردشير)
تشيلترن غرين (بالإنجليزية: Chiltern Green)‏ هي قرية تقع في المملكة المتحدة في شرق انجلترا.